# Föglö
Föglö ist eine Gemeinde in der autonomen finnischen Provinz Åland. Das Gemeindegebiet umfasst zahlreiche Inseln im Süden Ålands, östlich von Lemland und südwestlich von Sottunga.
Föglö hat 504 Einwohner (Stand 31. Dezember 2022) und eine Landfläche von 134,78 Quadratkilometern. Wie auf ganz Åland ist Schwedisch die offizielle Sprache.

## Geschichte
Föglö wurde erstmals gegen 1250 als Fyghelde erwähnt, was wohl auf Althochdeutsch fogalweida, „Vogelweide“ zurückzuführen ist. Der zweite Wortbestandteil wurde im Laufe der Zeit zu ö, schwedisch für „Insel,“ verschliffen. Schon seit den Wikingerzeiten wie auch heute noch führte die Hauptschiffsroute zwischen Schweden und dem heutigen Finnland durch die Gewässer von Föglö. So befand sich im Dorf Flisö auch die erste Lotsenstation Finnlands. Während des Großen Nordischen Krieges fanden bei Flisö mehrere Seeschlachten statt.

## Sehenswürdigkeiten

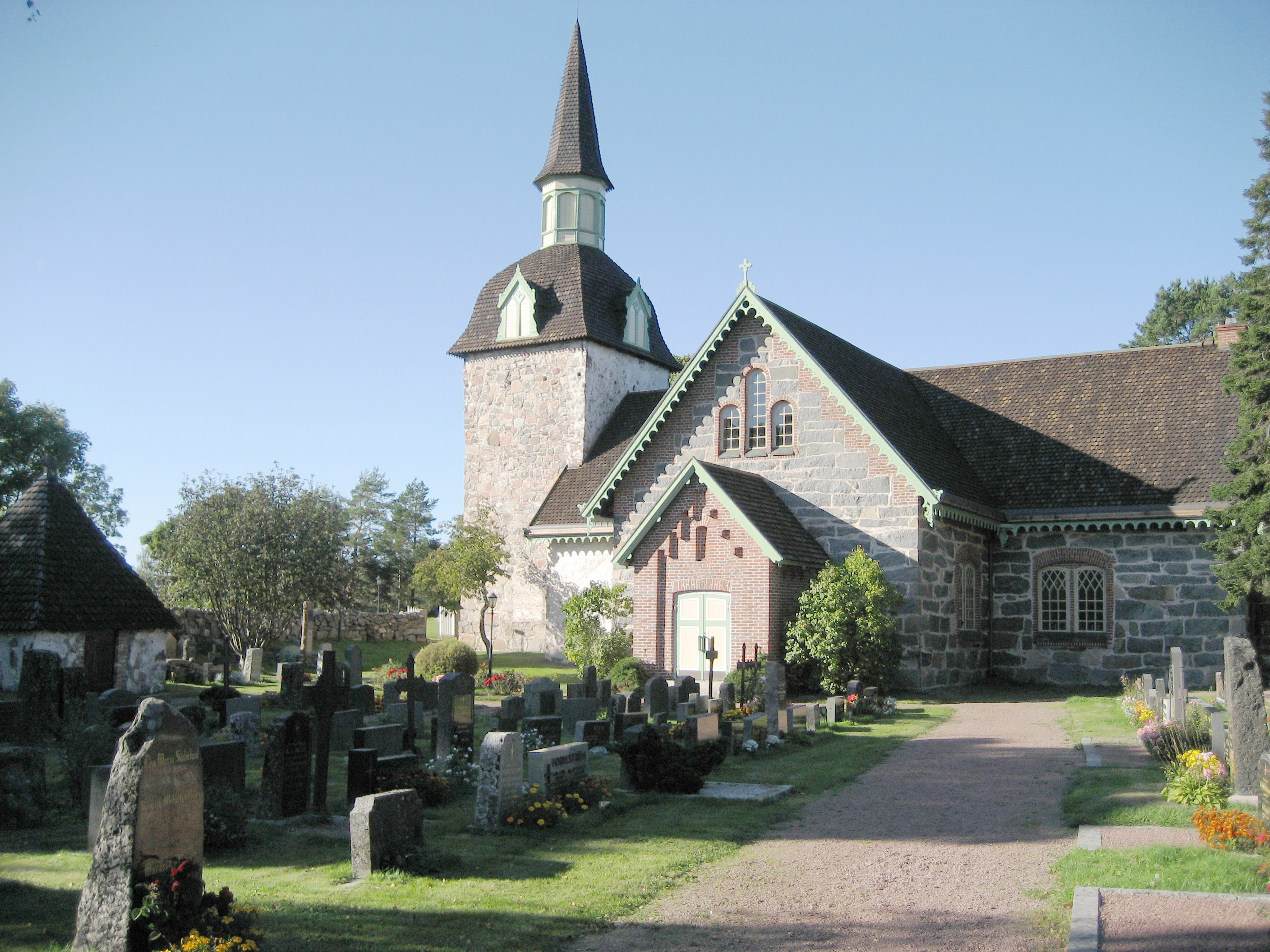
Maria Magdalena Kirche auf Föglö

Die Hauptsehenswürdigkeit Föglös ist die mittelalterliche Kirche der Maria Magdalena. Sie wurde Anfang des 16. Jahrhunderts erbaut und 1859 bis 1861 zur Kreuzkirche umgebaut.
Eine weitere Attraktion ist das Zollmagazingebäude von 1826, in welchem sich heute das Museum Föglös befindet.

## Wirtschaft
Hauptgewerbe von Föglö sind traditionell die Landwirtschaft, die Fischzucht und die Fischerei. Heute hat aber auch der Fremdenverkehr große Bedeutung, und rund die Hälfte der Gemeindeeinwohner ist im Dienstleistungssektor beschäftigt.

## Verkehr
Es bestehen Fährverbindungen von Svinö in Lumparland direkt zur Hauptinsel Föglö zum Dorf Degerby. Ferner wird das Dorf Överö ganz im Norden der Gemeinde von der Fähre zwischen Galtby in Korpo und Långnäs in Lumparland angefahren. Die bewohnten Hauptinseln innerhalb des Gemeindegebietes sind durch Brücken verbunden.

## Ortschaften
Zur Gemeinde gehören die Orte Björkör, Björsboda, Bråttö, Brändö, Bänö, Degerby, Finholma, Flisö, Granboda, Hastersboda, Horsholma, Hummersö, Jyddö, Järsö, Kallsö, Klåvskär, Nötö, Överö, Sanda, Skogboda, Sommarö, Sonnboda, Stentorpa und Ulversö.